# Podzamcze (gmina Piekoszów)
Podzamcze (potocznie Podzamcze Piekoszowskie) – wieś w Polsce położona w województwie świętokrzyskim, w powiecie kieleckim, w gminie Piekoszów.
Dojazd z Kielc zapewniają autobusy komunikacji miejskiej linii 18.
W latach 1975–1998 miejscowość należała administracyjnie do województwa kieleckiego.

## Zabytki
Ruiny pałacu Tarłów. Pałac został wzniesiony w latach 1645–1650 przez Jana Aleksandra Tarłę. Był bardzo podobny do kieleckiej rezydencji biskupów krakowskich. W rodzinie Tarłów pozostał do 1842 r. W połowie XIX wieku spłonął. Od tego czasu, mimo licznych prób, nie udało się przywrócić jego świetności.
Ruiny pałacu oraz jego otoczenie (teren w promieniu 100 m.), zostały wpisany do rejestru zabytków nieruchomych (nr rej.: A.443 z 1.08.1947 i z 8.05.1971).